# Junior Eurovision Song Contest 2004
La seconda edizione del Junior Eurovision Song Contest si è svolta il 20 novembre 2004 presso l'Håkons Hall di Lillehammer, in Norvegia.
Il concorso si è articolato in un'unica finale condotta da Stian Barsnes Simonsen e Nadia Hasnaoui, ed è stato trasmesso in 20 paesi e visto da 100 milioni di spettatori circa. La durata totale del concorso è stata di 2 ore e 15 minuti.
In questa edizione, oltre ai 16 paesi che hanno già preso parte nell'edizione precedente, hanno debuttato la Francia e la Svizzera.
La vincitrice è stata María Isabel per la Spagna con Antes muerta que sencilla. Maria Isabel, oggi quasi trentenne, detiene ancora oggi il primato di vincitrice più giovane della storia del Junior Eurovision (9 anni e 10 mesi al momento della premiazione).

## Organizzazione
Inizialmente l'Unione europea di radiodiffusione (UER), aveva affidato l'organizzazione al Regno Unito, con la città di Manchester designata ad ospitare l'evento. Tuttavia il successivo maggio 2004, l'emittente britannica ITV ha dovuto ritirare la sua candidatura a causa di problemi economici e di programmazione logistica. Si ritiene inoltre che un altro fattore che ha influenzato la decisione finale sia stato il basso numero d'ascolti che hanno dimezzato i guadagni dell'emittente.
Successivamente, si ipotizzò di concedere l'onore di organizzare il concorso alla Croazia, vincitrice dell'anno precedente, ma l'emittente nazionale HRT ha fatto sapere che tutte le loro eventuali location erano già state prenotate per il periodo coincidente proprio con quello del Junior Eurovision Song Contest. Alla fine, a cinque mesi dalla data dell'evento, la Norvegia con l'emittente nazionale NRK, si offrì di organizzare la manifestazione.

### Scelta della sede
Subito dopo la conferma dell'organizzazione, NRK confermò che la sede sarebbe stata l'Håkons Hall, arena collocata all'interno complesso dello stadio multiuso nel comune di Lillehammer, costruita in occasione dei Giochi olimpici invernali del 1994. Con una capacità di 11.500 persone, si tratta dell'arena di pallamano ed hockey su ghiaccio più grande del paese.

## Stati partecipanti

Stati partecipanti
| Stato                    | Artista                             | Brano                     | Lingua     | Processo di selezione                                  |
| ------------------------ | ----------------------------------- | ------------------------- | ---------- | ------------------------------------------------------ |
| Belgio                   | Free Spirits                        | Accroche-toi              | Francese   | Eurokids 2004                                          |
| Bielorussia              | Jagor Volčak                        | Spjavajce sa mnoju        | Bielorusso | Junior Eurosong 2004                                   |
| Cipro                    | Marios Tofī                         | Onira                     | Greco      | Ethnikos Telikos 2004                                  |
| Croazia                  | Nika Turković                       | Hej mali                  | Croato     | Dječja Pjesma Eurovizije 2004                          |
| Danimarca                | Cool Kids                           | Pigen er min              | Danese     | MGP Junior 2004                                        |
| Francia                  | Thomas Pontier                      | Si on voulait bien        | Francese   | Finale nationale 2004                                  |
| Grecia                   | Secret Band                         | O palios mou eaftos       | Greco      | Eurovision Junior 2004                                 |
| Lettonia                 | Mārtiņš Tālbergs & C-Stones Juniors | Balts vai melns           | Lettone    | Bērnu Eirovīzija 2004                                  |
| Macedonia                | Martina Siljanovska                 | Zabava                    | Macedone   | Junior EuroSong 2004                                   |
| Malta                    | Young Talent Team                   | Power of a Song           | Inglese    | Junior Song For Europe 2004                            |
| Norvegia (organizzatore) | @lek                                | En stjerne skal jeg bli   | Norvegese  | Melodi Grand Prix Junior 2004, 12 giugno 2004          |
| Paesi Bassi              | Klaartje & Nicky                    | Hij is een kei            | Olandese   | Junior Songfestival 2004                               |
| Polonia                  | KWADro                              | Łap życie                 | Polacco    | Junior Eurosong 2004                                   |
| Regno Unito              | Cory Spedding                       | The Best Is Yet to Come   | Inglese    | Junior Eurovision Song Contest: The British Final 2004 |
| Romania                  | Noni Răzvan Ene                     | Îţi mulţumesc             | Rumeno     | Selecţia Naţională Eurovision Junior 2004              |
| Spagna                   | María Isabel                        | Antes muerta que sencilla | Spagnolo   | Eurojunior 2004                                        |
| Svezia                   | Limelights                          | Varför jag?               | Svedese    | Lilla Melodifestivalen 2004, 9 ottobre 2004            |
| Svizzera                 | Demis Mirarchi                      | Birichino                 | Italiano   | Mara & Meo 2004                                        |

## L'evento
La manifestazione si è svolta il 20 novembre 2004 alle 20:15 CET; vi hanno gareggiato 18 paesi.
Il 14 ottobre 2004, durante una conferenza stampa si è svolto il sorteggio per determinare l'ordine d'esibizione, con la Grecia estratta per aprire la manifestazione per la seconda edizione consecutiva, e la Romania estratta per chiudere.
Nell'Interval Act si sono esibiti i Westlife con Ain't That a Kick in the Head?.
| Nº | Stato       | Artista                             | Brano                     | Punti | Posizione |
| -- | ----------- | ----------------------------------- | ------------------------- | ----- | --------- |
| 01 | Grecia      | Secret Band                         | O palios mou eaftos       | 48    | 9         |
| 02 | Malta       | Young Talent Team                   | Power of a Song           | 14    | 12        |
| 03 | Paesi Bassi | Klaartje & Nicky                    | Hij is een kei            | 27    | 11        |
| 04 | Svizzera    | Demis Mirarchi                      | Birichino                 | 4     | 16        |
| 05 | Norvegia    | @lek                                | En stjerne skal jeg bli   | 12    | 13        |
| 06 | Francia     | Thomas Pontier                      | Si on voulait bien        | 78    | 6         |
| 07 | Macedonia   | Martina Siljanovska                 | Zabava                    | 64    | 7         |
| 08 | Polonia     | KWADro                              | Łap życie                 | 3     | 17        |
| 09 | Cipro       | Marios Tofī                         | Onira                     | 61    | 8         |
| 10 | Bielorussia | Jagor Volčak                        | Spjavajce sa mnoju        | 9     | 14        |
| 11 | Croazia     | Nika Turković                       | Hej mali                  | 126   | 3         |
| 12 | Lettonia    | Mārtiņš Tālbergs & C-Stones Juniors | Balts vai melns           | 3     | 17        |
| 13 | Regno Unito | Cory Spedding                       | The Best Is Yet to Come   | 140   | 2         |
| 14 | Danimarca   | Cool Kids                           | Pigen er min              | 116   | 5         |
| 15 | Spagna      | María Isabel                        | Antes muerta que sencilla | 171   | 1         |
| 16 | Svezia      | Limelights                          | Varför jag?               | 8     | 15        |
| 17 | Belgio      | Free Spirits                        | Accroche-toi              | 37    | 10        |
| 18 | Romania     | Noni Răzvan Ene                     | Îţi mulţumesc             | 123   | 4         |

12 punti
| N. | A           | Da                                                                      |
| -- | ----------- | ----------------------------------------------------------------------- |
| 8  | Spagna      | Belgio, Croazia, Danimarca, Francia, Polonia, Romania, Svezia, Svizzera |
| 3  | Romania     | Bielorussia, Lettonia, Spagna                                           |
| 2  | Croazia     | Macedonia, Regno Unito                                                  |
| 2  | Grecia      | Cipro, Malta                                                            |
| 1  | Cipro       | Grecia                                                                  |
| 1  | Danimarca   | Norvegia                                                                |
| 1  | Regno Unito | Paesi Bassi                                                             |

## Portavoce
- Grecia: Kallī Georgellī
- Malta: Thea Saliba
- Paesi Bassi: Danny Hoekstra
- Svizzera: Gaia Bertocini
- Norvegia: Ida
- Francia: Gabrielle
- Macedonia: Filip
- Polonia: Jadwiga Jaskulski
- Cipro: Stella Maria Koukkidī
- Bielorussia: Dar'ja
- Croazia: Buga
- Lettonia: Sabine Berezina
- Regno Unito: Charlie Allan
- Danimarca: Anne Gadegaard (Rappresentante dello Stato al Junior Eurovision Song Contest 2003)
- Spagna: Lucho
- Svezia: Vännerna Queenie
- Belgio: Alexander Schönfelder
- Romania: Emy

## Trasmissione dell'evento e commentatori
| Paese       | Emittente          | Stazione       | Commentatori                     | Note  |
| ----------- | ------------------ | -------------- | -------------------------------- | ----- |
| Australia   | SBS                | SBS Television | Nessuno                          |       |
| Belgio      | VRT                | VRT TV1        | Ilse Van Hoecke Marcel Vanthilt  |       |
| Belgio      | RTBF               | RTBF La Deux   | Jean-Louis Lahaye                |       |
| Bielorussia | BTRC               | Belarus 1      | Denis Kur'jan                    |       |
| Cipro       | CyBC               | RIK 1          | Sconosciuto                      |       |
| Croazia     | HRT                | HRT 1          | Sconosciuto                      |       |
| Danimarca   | DR                 | DR1            | Nicolai Molbech                  |       |
| Estonia     | ERR                | ETV            | Sconosciuto                      | [ 6 ] |
| Francia     | France Télévisions | France 3       | Elsa Fayer Bruno Berberes        |       |
| Grecia      | ERT                | ERT 1          | Sconosciuto                      |       |
| Lettonia    | LTV                | LTV1           | Kārlis Streips                   | [ 7 ] |
| Macedonia   | MRT                | MTV 1          | Milanka Rašik                    |       |
| Malta       | PBS                | TVM            | Valerie Vella                    |       |
| Norvegia    | NRK                | NRK1           | Jonna Støme                      |       |
| Paesi Bassi | NPO                | Nederland 1    | Angela Groothuizen               |       |
| Polonia     | TVP                | TVP2           | Jonna Støme                      |       |
| Regno Unito | ITV                | ITV2           | Matt Brown                       | [ 8 ] |
| Romania     | TVR                | TVR1           | Ioana Isopecu Alexandru Nagy     |       |
| Spagna      | TVE                | TVE1           | Fernando Argenta                 |       |
| Svezia      | SVT                | SVT1           | Pekka Heino                      |       |
| Svizzera    | SRG SSR            | TSI 1          | Claudio Lazzarino Daniele Rauseo |       |
| Svizzera    | SRG SSR            | TSR 2          | Marie-Thérèse Porchet            |       |
| Svizzera    | SRG SSR            | SF2            | Roman Kilchsperger               |       |

## Stati non partecipanti
- Germania: dopo il mancato debutto nell'edizione precedente, NDR ha confermato che avrebbe preso parte in questa edizione. Tuttavia, la partecipazione non venne mai concretizzata ed il paese ha annunciato il ritiro prima dell'inizio del concorso.[9]
- Irlanda: l'emittente irlandese RTÉ ha ricevuto l'invito a partecipare al concorso da l'UER e che sarebbe stata tra i 20 paesi che avrebbero partecipato a Manchester. Tuttavia, alla fine il debutto del paese celtico non venne mai concretizzato.[10]
- Israele: l'emittente israeliana IBA aveva inizialmente pianificato un debutto iscrivendosi provvisoriamente. Tuttavia, la partecipazione non venne mai concretizzata ed il paese ha annunciato il ritiro prima della scadenza delle iscrizioni.[10]